# Distretto di Urakawa
Il distretto di Urakawa (浦河郡?) è uno dei distretti della Sottoprefettura di Hidaka, Hokkaidō, in Giappone.
Attualmente comprende il solo comune di Urakawa.